# Sonata per a clarinet i piano (Weinberg)
La Sonata per a clarinet i piano, op. 28, va ser composta per Mieczysław Weinberg el 1945 i es va estrenar el 20 d'abril de l'any següent a la Sala Petita del Conservatori de Moscou amb el clarinetista Vassili Getman i el mateix compositor com a pianista.

## Moviments
- I. Allegro
- II. Allegretto
- III. Adagio

## Origen i context
El 1945, quan va completar la Sonata per a clarinet i piano, Weinberg només tenia 26 anys, acabava d'establir-se a Moscou. Tot i això, és una obra de gran maduresa que va seguir a diverses altres composicions de música de cambra. Els tres moviments, dominats per un esperit romàntic de caràcter schumannès, prescindeixen dels arrabassaments dramàtics i virtuosos.

## Anàlisi musical
El primer moviment, titulat Allegro, comença amb un tema introspectiu interpretat pel clarinet, al qual se li uneix el piano establint un diàleg tranquil que pren vida quan apareix un segon tema. A mitja peça, hi ha un clímax més intens, seguit de la represa del segon tema abans de retornar al tema inicial, concloent amb una cadència dubitativa. L'ús d'elements de Klezmer a l'Allegretto afegeix una animació al diàleg sense trencar la composició. Kevin Bartig veu influències de Xostakóvitx quan les melodies senzilles del clarinet i el piano es combinen en el contrapunt de les dues parts. A la part mitjana del moviment l'estat d'ànim es torna més agitat i aquí Bartig hi veu referències al Trio per a piano núm. 2, que Xostakóvitx havia completat el 1944, immediatament abans que Weinberg es posà a treballar en aquesta sonata.
El segon moviment, Allegretto, comença amb un tema al piano basat en notes repetides que recorden una fanfara, adquirint progressivament una expressió més intensa. En la secció central, apareix una melodia refinada amb elements folklòrics que culmina en un clímax inesperadament ric, seguit d'una transició de tornada al tema inicial al piano. Aquest retorn revela un sentiment de patetisme més profund fins a arribar a una conclusió semblant al penediment. L'ús d'elements de Klezmer en aquest moviment afegeix una animació al diàleg sense trencar la composició.
Com sovint succeeix a les composicions de Weinberg, el darrer moviment és un moviment lent, un Adagio. En aquest cas, és inquietant i porta l'oient des d'una premonitòria obertura en do sostingut menor fins a una conclusió radiant i pacífica en re major. Manté un sentiment de commoció amb un preludi prolongat al piano que ressona amb una profunda emotivitat. Aquest preludi introdueix el clarinet, que improvisa connectant els dos instruments en un diàleg intens. Sobre l'acompanyament del piano, el clarinet desenvolupa una melodia dolça-amarga que condueix la peça cap a un final resignat. Amb una melodia que recorda un Kaddish jueu pels difunts, és el moment de màxima gravetat de l'obra. En conjunt, és una obra original amb una expressió introspectiva i intensa.